# H24 (série télévisée, 2020)
Pour les articles homonymes, voir H24.
H24 est une série télévisée médicale française en sept épisodes d'environ 52 minutes diffusée d'abord en Belgique à partir du 30 janvier 2020 sur La Une, puis en France entre le 3 et le 17 février 2020 sur TF1. Il s'agit de l'adaptation française de la série finlandaise Syke créée en 2014.

## Synopsis
Le quotidien de quatre infirmières dévouées dans leur métier mais avec leurs problèmes personnels. La première, Gabrielle, qui a son mari dans un coma végétatif ; la seconde, Florence, qui se drogue car elle ne supporte pas la réalité ; la troisième, Sofia, qui revient après trois ans de congés maternité et dont le mari n'est pas très ravi qu'elle reprenne le travail ; enfin la quatrième, Tiphaine, qui se prostitue pour subvenir à ses besoins et aux besoins de son fils Adam.

## Distribution

### Acteurs principaux
- Anne Parillaud : Gabrielle
- Frédérique Bel : Florence
- Barbara Cabrita : Sofia
- Florence Coste : Tiphaine
- Axel Kiener : Docteur Erwan Quere
- Renaud Roussel : Docteur Esteban Murillo
- David Baiot : Docteur Jean Amyot
- Sophie Guillemin : Olga
- Alexis Loret : Antoine
- Bruno Putzulu : Paul
- Omar Mebrouk : Hakim
- Jordi Le Bolloc'h : Jérôme

### Acteurs secondaires
- Lou Gala : Lola
- Pascal Légitimus : Louis Joubert
- Fauve Hautot : Nora
- Liliane Rovère : Hélène Brossard
- Antoine Duléry : Michel Garnier
- Inès Sanchez-Chafi : Leïla
- Jean Dell : Docteur Galan
- Jérôme Robart : Le prêtre
- Marie Fugain : Stéphanie Meunier
- Michel Jonasz : Raymond Martin
- Arié Elmaleh : M. Morin
- Évelyne El Garby-Klaï : Docteur Mona Hamlaoui
- Liv Del Estal: Rebecca
- Gaëla Le Devehat : Hanna Morin

## Fiche technique
- Titre : H24
- Création : TF1
- Réalisation : Nicolas Herdt, Octave Raspail
- Scénario : Sandrine Paget
- Décors :
- Musique : Léonie Pernet
- Production : Thierry Sorel, Richard Allieu
- Sociétés de production : Federation Entertainment, TF1
- Pays d'origine :  France
- Langue originale : français
- Genre : Médical, Drame
- Durée : 50 - 60 minutes

## Production

### Scénario
La scénariste principale, Sandrine Paget, a fait des études de médecine.

### Tournage
La série a été tournée dans un hôpital en activité, à Aulnay-sous-Bois. Les acteurs ont suivi des professionnels de la santé pour se préparer à leurs rôles et bon nombre d'infirmiers font de la figuration dans la série.

## Réception critique
Sur les réseaux sociaux, de nombreuses critiques ont fusé quant au réalisme de la série : matériel médical mal utilisé, activité cardiaque après le prélèvement d'un cœur, etc.